# Waldelè
Waldelè (Waldelenus o Waldalenus o Wandalenus, versions llatines de Waldhelm) fou un noble de Besançon nascut vers 531 i mort a Besançon (Visantio) vers 615 sent enterrat a l'església abacial de la ciutat. Fou patrici de Borgonya i majordom de palau d'Austràsia a Metz vers 581 i fou un dels fundadors del monestir de Luxeuil.
Waldelè fou cunyat del rei Guntram de Borgonya i besavi d'Eticó-Adalric d'Alsàcia ancestre dels Eticònides. De Waldelè descendiren la gens Abbo. El seu origen seria per via femenina el d'una antiga família galoromana aliada als invasors burgundis, la qual va enllaçar amb Magnachar o Maquari un alamà (a vegades assenyalat com a franc) que fou (vers 506-565) duc de la Borgonya Transjurana (Aventicum) i de Salins, pare de Waldelè. La germana de Waldelè fou Marcatruda, esposa de Guntram, repudiada i tancada en un monestir després de donar naixement a un infant mort vers el 565. L'esposa de Waldelè fou també una dona de la noblesa galoromana de nom Èlia Flàvia. Els seus dos germans grans, Guntio i Wiolic, haurien estat morts de pròpia mà per Guntram per haver retret aquest la repudiació de la seva germana per ajuntar-se amb una esclava de la repudiada de nom Austregilda, i els seus béns foren confiscats.
La família no obstant hauria estat perdonada i Waldelè apareix com a governador o dux de l'Alta Borgonya però no de tot el territori exercint el poder polític, militar i religiós a més de ser un gran terratinent. Quan Guntram va adoptar al seu nebot Khildebert II (575–595) Waldelè fou majordom de palau a Asutràsia a la cort de Metz, el 581. El 28 de novembre del 587, pel tractat d'Andelot, Guntram, els dos fills del qual tinguts amb Austragilda havien mort, va designar hereu únic a Khildebert II. Waldelè va donar suport als momjos de la regla de colombà, per la que va fundar diversos monestirs; un fill va ser monjo de l'orde i l'esposa de Waldelè, quan va enviudar, va esdevenir religiosa de l'orde. Waldelè va viure generalment a Besançon però també a Domblans i Arlay.

## Descendència
Vegeu Waldelens

## Nota
1. ↑  Les Deux Bourgognes, études provinciales, pàgina 245.